# Історія Грузії
Країна Грузії (груз. საქართველო sakartvelo) була вперше об'єднана як царство під керівництвом династії Багратіоні грузинським царем Багратом III на початку 11 століття, що виникло з ряду держав-попередників стародавніх царств Колхіди та Іберії. Королівство Грузія процвітало протягом 10-12 століть за царя Давида IV Будівничого та цариці Тамари Великої, і впало від монгольської навали до 1243 року, а після короткого возз’єднання під правлінням Георгія V Блискучого перейшло до Тимуридської імперії. До 1490 року Грузія була роздроблена на низку дрібних королівств і князівств, які протягом раннього Нового часу боролися за збереження своєї автономії проти османського та іранського панування, поки Грузію остаточно не анексувала Російська імперія в 19 столітті. Після короткого періоду незалежності як Демократична Республіка Грузія, країна незабаром залишалася радянською республікою до розпаду Радянського Союзу. Нинішня республіка Грузія є незалежною з 1991 року.

## Доісторичний період
Докази найдавнішого заселення території сучасної Грузії сягають бл. 1,8 мільйона років тому, як видно з розкопок Дманісі в південно-східній частині країни. Це найстаріший доказ існування людини в будь-якій точці світу за межами Африки. Більш пізні доісторичні залишки (ашельський, мустьєрський і верхній палеоліт) відомі з численних печер і місць під відкритим небом в Грузії. Найдавніше сільськогосподарське заняття епохи неоліту датується десь між 6000 і 5000 роками до нашої ери. Відома як культура Шулавері-Шому, де люди використовували місцевий обсидіан для знарядь праці, розводили тварин, таких як велика рогата худоба та свині, і вирощували зернові культури, включаючи виноград.
Численні розкопки в поселеннях типу Шулавері-Шому проводяться з 1960-х років.
Рання металургія почалася в Грузії в 6-му тисячолітті до нашої ери, пов'язана з культурою Шулавері-Шому. З початку 4-го тисячоліття метали все ширше стали використовуватися в Східній Грузії і на усьому південному Кавказі.

Імперія Діаоха.

Діаоха, племінний союз ранніх грузин, вперше з'являється в писемній історії в 12 столітті до нашої ери. Археологічні знахідки та посилання в стародавніх джерелах розкривають елементи ранніх політичних і державних утворень, що характеризуються передовою металургією та технікою золотарства, які датуються 7 століттям до нашої ери та пізніше. Між 2100 і 750 роками до нашої ери ця територія пережила вторгнення хетів, урартів, мідійців, протоперсів і кіммерійців. У цей же період етнічна єдність протокартвелів розпалася на кілька гілок, серед яких свани, та східнокартвели. Це зрештою призвело до формування сучасних картвельських мов: грузинської (походить від східнокартвельських народних мов), сванської, мегрельської та лазської (останні дві походять від занських діалектів). На той час свани домінували в сучасній Сванетії та Абхазії, зани населяли сучасну грузинську провінцію Самегрело, тоді як східнокартвелі становили більшість у сучасній східній Грузії. У результаті культурно-географічного розмежування наприкінці VIII століття до н. Перші дві грузинські держави виникли на заході, відомі як Колхідське царство, і на сході як Іберійське царство.

## Античний період

### Ранні грузинські царства Колхіди та Іберії
Другий грузинський племінний союз виник у 13 столітті до нашої ери на узбережжі Чорного моря під Колхідським царством у західній Грузії. Колхідське царство, яке існувало з 6 по 1 століття до нашої ери, вважається першим ранньогрузинським державним утворенням, а термін колхі використовувався як збірний термін для ранніх грузинсько-картвельських племен, таких як мінгрели, лази та хани, які населяли східне узбережжя Чорного моря.

Ранні грузинські царства Колхіди та Іберії.

## Грузія в складі Російської Імперії

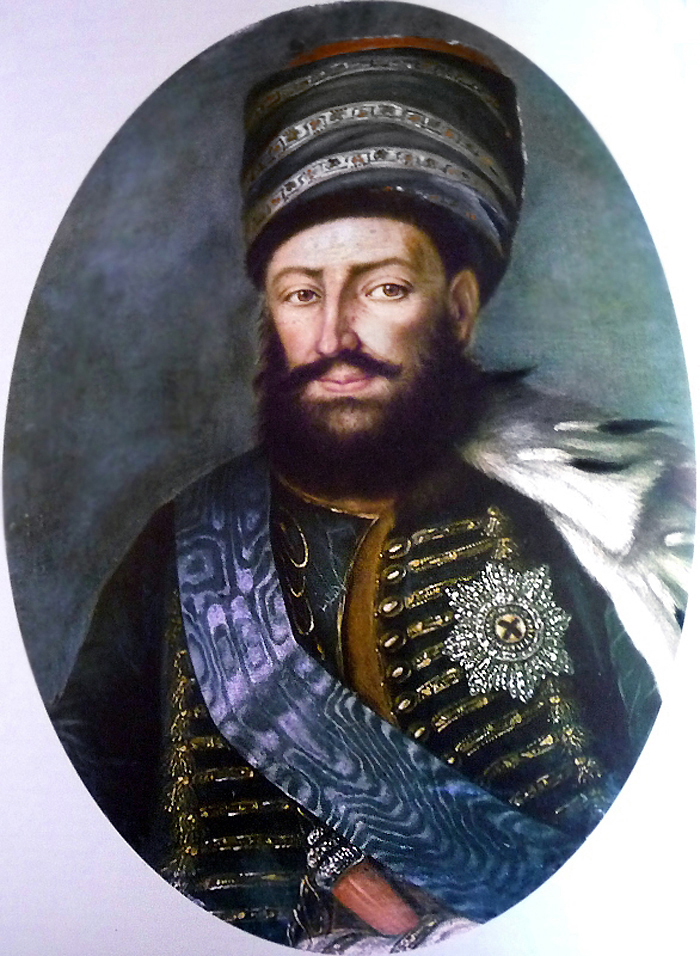
Іраклій II

Для об'єднання усіх складових частин та захисту проти зовнішніх та внутрішніх ворогів керівні кола Грузії сподівалися отримати фінансову та військову допомогу від Російської імперії. Розпочаті від 16 століття дії у цьому напрямку до кінця 18 ст. не давали бажаних результатів. Тільки від середини 18 ст. Російська імперія вирішила використати Грузію для боротьби із своїми східними конкурентами. З початком російсько-турецької війни 1768 року Росія направила до Грузії невелике військо під командуванням генерал-майора Тотлебена (нім. Gottlob Curt Heinrich von Tottleben), яке ніяк не допомогло Грузії, що виступила у цій війні на боці Росії.
На другому етапі взаємодії з Росією звернення Іраклія II співпало з тогочасними планами Росії, спрямованими на захоплення Персії, а потому й Індії, через Грузію. Тому перемовини завершилися підписанням російсько-грузинського трактату в Георгієвську (24.7.1783). Наслідком підписання угоди був напад Персії на Грузію, що зазнала у цій війні поразки.
Після цього, замість об'єднання Грузії при допомозі Росії, відбулося її анексія Російською імперією. 1801 року Павло I підписав указ про включення східної Грузії до складу імперії як адміністративної одиниці. Цим указом був анульований Георгіївський трактат і Грузія була поставлена у становище колонії. Така ж доля спіткала незабаром й інші частини Грузії. При цьому «приєднання» відбувалося не лише мирним шляхом, але й силою війська. Останніми були приєднані Сванетія (1856), Абхазія (1864), Батум та Артвин (1878). Так завершилося об'єднання майже усієї історичної Грузії, але вже під владою Росії.
Останній картлійсько-кахетинський цар із династії Багратіонів, Георгій XII, помер незадовго до оголошення анексії.
Під виглядом «мирного приєднання» Грузія була захоплена і, фактично, стала колонією Російської імперії. Як визнали самі росіяни:

| Почався безсоромний колоніальний грабунок Грузії. У селян «відчужувалася» земля, знищувалися цілі селища, чинилися незліченні знущання, безкарні вбивства. З установ була вигнана грузинська мова і насильно введена російська, якої населення не розуміло. Всіляко знищувалися всі ознаки національної незалежності [2]. Оригінальний текст (рос.) Начался беззастенчивый колониальный грабеж Грузии. У крестьян «отчуждались» земли, уничтожались целые селения, чинились бесчисленные издевательства, безнаказанные убийства. Из учреждений был изгнан грузинский язык и насильно введен русский, которого население не понимало. Всячески уничтожались все признаки национальной независимости. |
Антиросійські повстання жорстоко придушувалися.
У XIX столітті було скасоване кріпацтво, утворилися та зросли нові міста, розвивалася освіта й постала промисловість. Тифліс (Тбілісі) стає адміністративним і торговельним центром усього Кавказького намісництва Російської імперії.
У цей період сформувалася національно мисляча грузинська інтелігенція, яка прагнула автономії, відроджувалися література і мистецтво.
У 1905 грузинська секція Російської соціал-демократичної робітничої партії (РСДРП) була найвпливовішою соціалістичною організацією в Російській імперії. Після того як РСДРП у 1903 розпалася на фракції більшовиків і меншовиків, більшість грузинських марксистів приєдналися до фракції меншовиків. Після повалення царського самодержавства (1917) влада в Грузії перейшла до рук Тимчасового уряду Росії і грузинських рад, в яких переважали меншовики. Після повалення Тимчасового уряду меншовики очолили владу в Грузії.

## Грузинська Демократична Республіка
Після нетривалого періоду федералізму зі сусідніми Вірменією та Азербайджаном грузинський уряд на чолі з меншовиками 26 травня 1918 р. проголосив незалежність Грузинської Демократичної Республіки.
Зі згоди меншовиків у червні 1918 р. територію країни зайняли німецькі та турецькі війська, а в грудні їм на зміну прийшли британські, які залишались у Грузії до липня 1920 р.
В лютому 1921 р. більшовики підняли збройне повстання і з допомогою російської Червоної Армії скинули меншовицький уряд. У Грузії надовго запанувала влада більшовиків. Пояснюючи причини захоплення Грузії, Карл Радек на Третьому Інтернаціоналі прямо заявив: «Росія тому захопила Грузію, що повинна забезпечити собі доступ до дороги, що веде до нафти».

## Радянський період

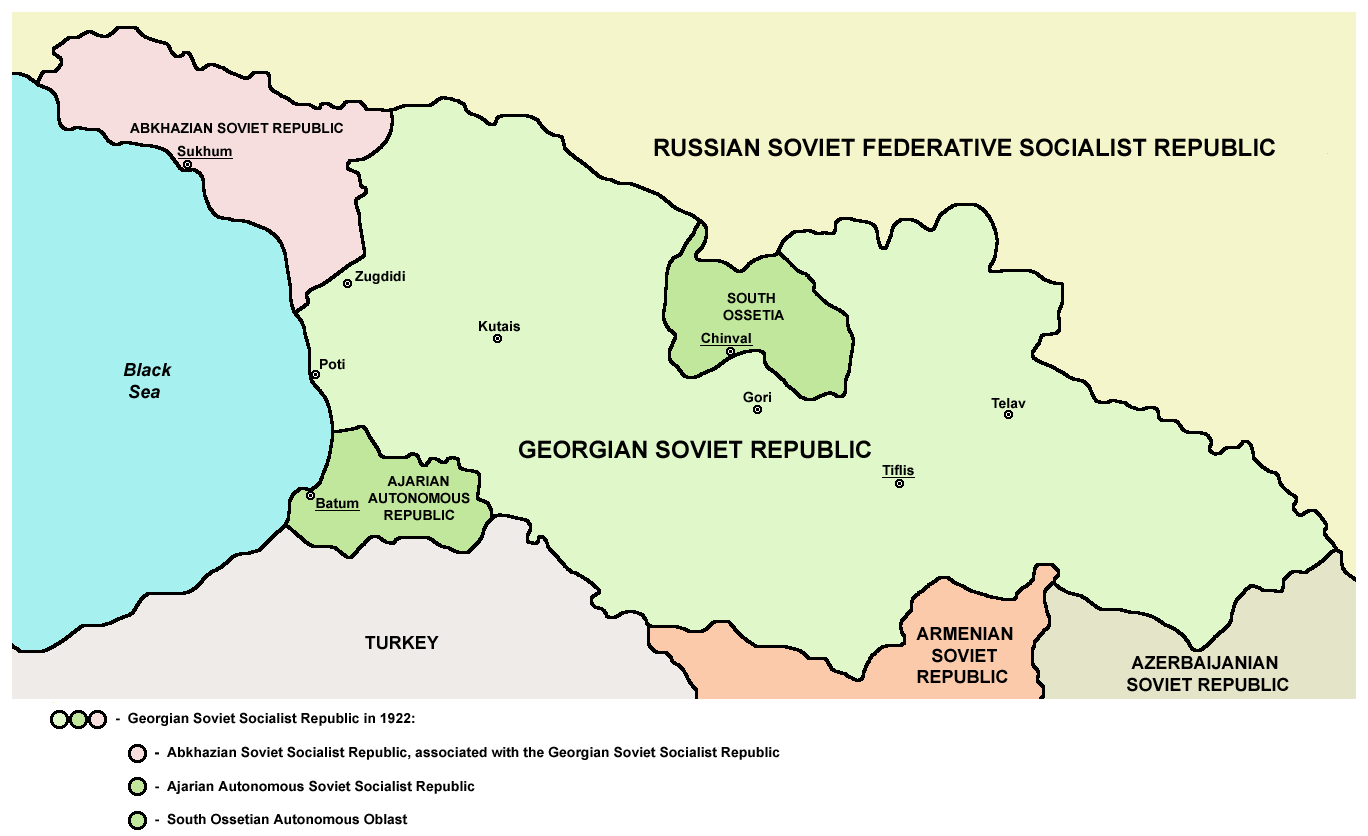

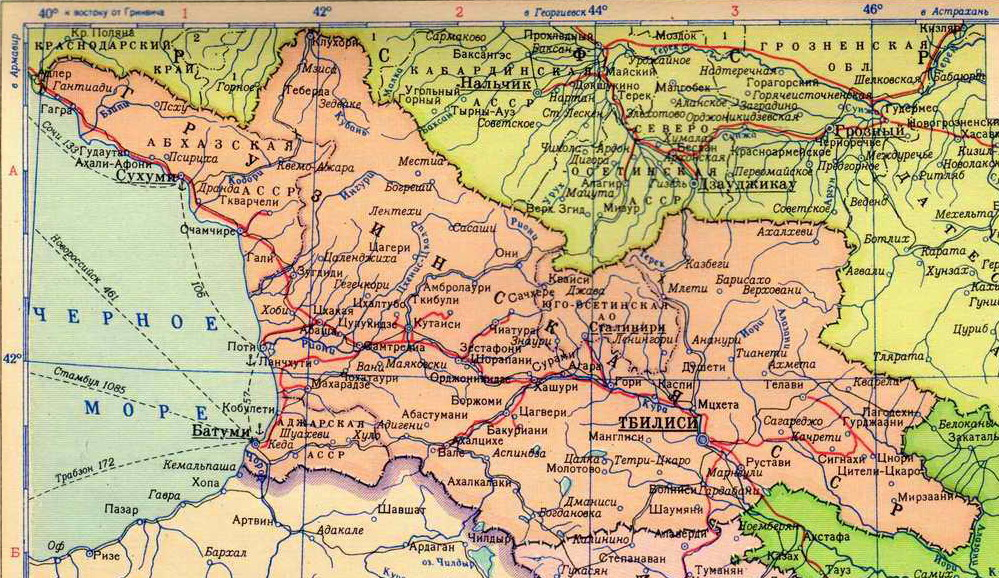

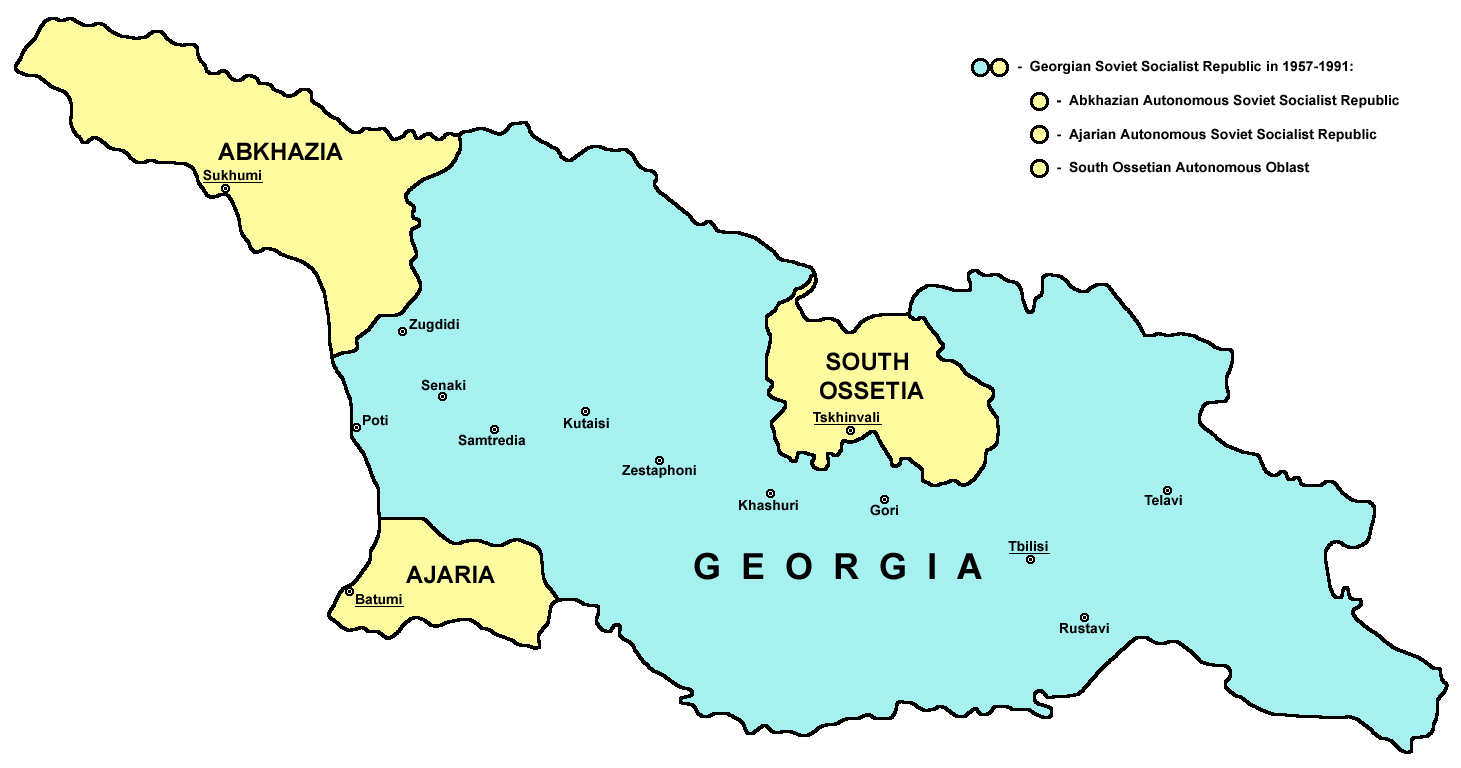

1921 — Грузія стала радянською республікою. Для її послаблення на території республіки більшовики створили Абхазьку автономну республіку та Південно-Осетинську автономну область.
Грудень 1922 — Грузія разом з Вірменією та Азербайджаном утворили Закавказьку Соціалістичну Федеративну Радянську Республіку (ЗСФРР) як частину СРСР. Її було ліквідовано аж 1936 року -з того часу Грузія — союзна республіка СРСР.
У серпні-вересні 1924 року в республіці відбулось антирадянське, так зване «Серпневе повстання», але воно було придушене силами Червоної армії та ЧК.
1941-1945 — на фронтах Другої світової війни віддали життя близько 300 тис. грузинів.
1944 — приблизно 100 тис. месхетинців (мішана група грузинів-мусульман і турків) були депортовані з півдня Грузії до Середньої Азії на підставі фальшивих звинувачень у співпраці з німцями, які ніколи навіть не перетинали Великий Кавказ.
1920-1940-ві роки — у Грузії відбувалися такі самі репресії проти національної інтелігенції та місцевих комуністичних партійних кадрів, як і в решті СРСР. Але 1944 року до території Грузинської РСР було приєднані території Північного Кавказу, звідки під проводом Л.Берії виселили карачаївців, балкарців, частково — чеченців та інгушів (1956 року ці території були повернуті до складу РРФСР).
За часів Сталіна у Грузинській РСР проводилася політика певної «картвелізації» абхазів і південних осетинів у їхніх автономіях (наприклад, їхню писемність було переведено на грузинську графіку; після 1956 року її замінили на кирилицю).
У масштабах СРСР за часів Сталіна негласно проводили політику утвердження грузин як другої за рангом нації — після росіян (недаремно честь встановлення прапора СРСР над будівлею берлінської рейхсканцелярії 1945 року було надано росіянину та грузину). Таку політику було припинено після того, як влада над СРСР перейшла до М.Хрущова.
Не дивно, що багато грузинів з повагою ставилися до свого співвітчизника Й. В. Сталіна — у Горі, на його батьківщині, досі збереглися пам'ятник і чинний музей Сталіна, тоді як у всьому СРСР вони були знесені. У Грузії особливо гостро реагували на «подолання культу особи», тому на місці величезного пам'ятника Сталіну в Тбілісі довелося спорудити такого ж розміру статую «Картліс Деда» (Матері-Грузії), що не було характерно для інших республік СРСР.
1972 — першого секретаря ЦК КП Грузії В. П. Мжаванадзе московський центр звинуватив у «національному ухилі» та «корупції». Його було усунуто з посади й замінено на Е. А. Шеварднадзе, який до того очолював КДБ Грузії.
У 1970-х роках у Грузії виник рух дисидентів на чолі з Мерабом Костава та Звіадом Гамсахурдіа.
Курс на перебудову, проголошений у СРСР М. С. Горбачовим, призвів до швидкої зміни лідерів Комуністичної партії Грузії. 9 квітня 1989 р. у Тбілісі радянські війська жорстоко придушили масову патріотичну акцію. Під час тих подій загинули 20 молодих грузинів.
Жовтень 1990 — на багатопартійних виборах перемогла коаліція Звіада Гамсахурдіа — блок «Круглий стіл — Вільна Грузія».
Листопад 1990 — Гамсахурдіа обрали на посаду Голови Верховної ради. Верховна Рада під головуванням Гамсахурдіа ухвалила рішення про ліквідацію Південно-Осетинської автономної області, оголосила незаконним призов грузинів у радянські збройні сили і заснувала незалежну Національну гвардію.
У березні 1991 р. Грузія відмовилася провести на своїй території референдум про майбутнє СРСР; замість цього провели референдум про незалежність Грузії. У ньому взяли участь 95 % електорату, причому 93 % з тих, хто взяв участь у референдумі, проголосували за незалежність.
9 квітня 1991 р. — Верховна рада ухвалила Акт про відновлення державної незалежності Грузії.

## Пострадянський період

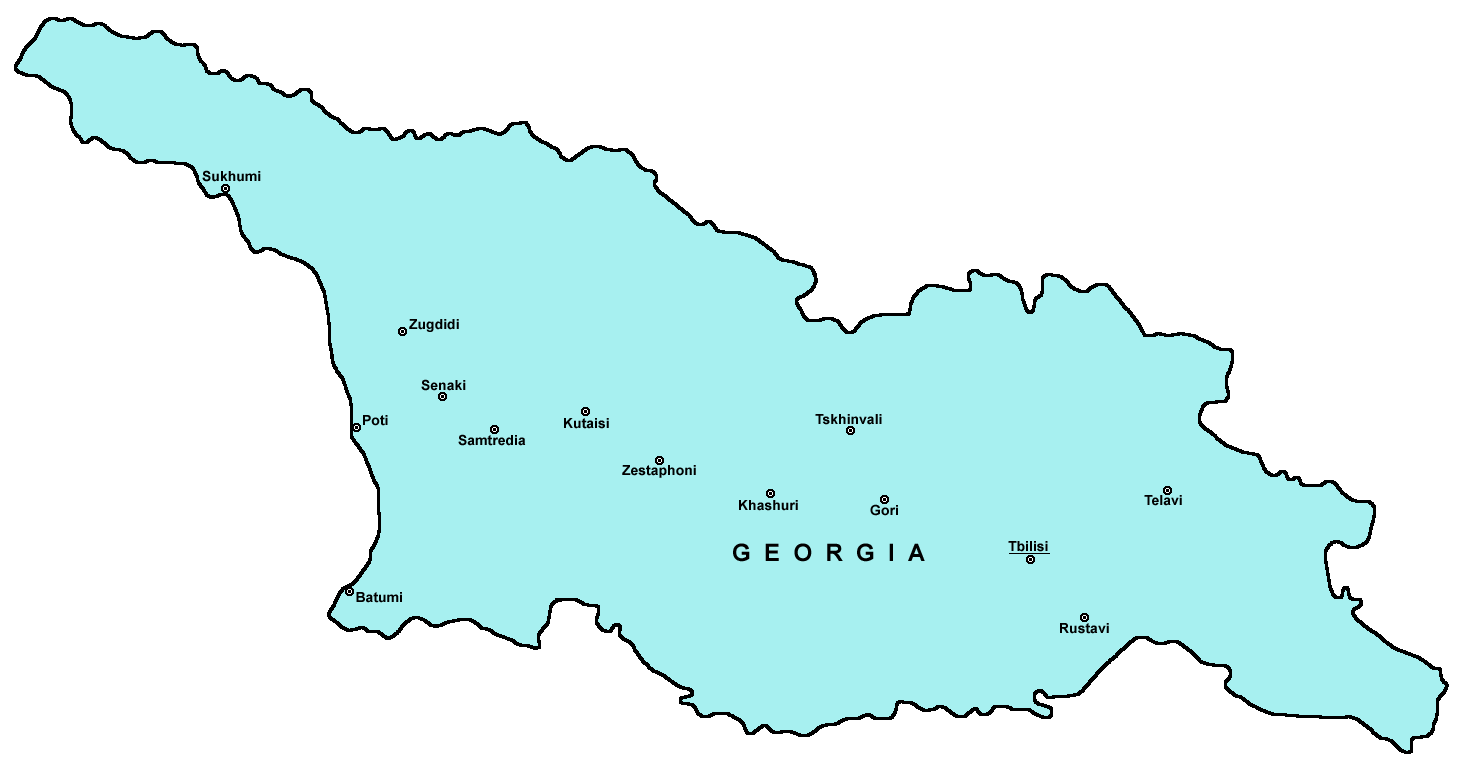

У квітні 1991 р. Верховна рада Грузії ухвалила нову Конституцію і обрала Звіада Гамсахурдіа на посаду президента республіки.
Прямі президентські вибори відбулися 26 травня, і Гамсахурдіа отримав на них майже 87 % голосів. Однак за дуже короткий час безпорадна економічна політика президента і його боротьба з внутрішньою опозицією викликали невдоволення населення, і в грудні 1991 р. розгорнулися бої між прибічниками президента та опозицією, до складу якої увійшла Національна гвардія.
У січні 1992 р. після кількох тижнів боїв у центральній частині Тбілісі Гамсахурдіа було усунуто з посади і він покидає країну.
Військова рада, яку очолив Тенгіз Кітовані, командир Національної гвардії, взяла владу в свої руки, розпустила парламент і припинила чинність Конституції.
У березні 1992 р. військова рада оголосила про саморозпуск і утворення Державної ради, що складалася приблизно з 70 представників із 36 опозиційних партій. Головою Державної ради став Е. А. Шеварднадзе.
У жовтні 1992 р. відбулися вибори до нового парламенту. Його головою було обрано Шеварднадзе, який отримав 96 % голосів виборців.
У липні 1992 р. Едуард Шеварднадзе припинив 18-місячну війну з осетинською меншиною, яка почалася після ліквідації Південно-Осетинської автономної області, але не зміг припинити раптову війну, що спалахнула в серпні 1992 р. з абхазами (вони, як і осетини, проводили політику, спрямовану на відокремлення від Грузії).
У 1994 р. абхази перемогли урядові війська Грузії і витіснили їх за межі Абхазії.
У 1992—1993 рр. прибічники Гамсахурдіа розгорнули партизанську боротьбу, здійснили терористичні напади на керівників держави і на стратегічні економічні об'єкти. Особливо сильною підтримкою вони користувалися в Західній Грузії.
Восени 1993 р. Гамсахурдіа спробував повернутися до влади, розпочавши недовготривалу, але запеклу громадянську війну. Шеварднадзе був змушений закликати на допомогу російські війська.
У січні 1994 р. Гамсахурдіа був убитий за невстановлених обставин. В обмін на російську військову допомогу Грузія дала згоду на приєднання до СНД.
Після 1995 р. в Грузії спостерігається стабілізація обстановки. Значного прогресу вдалося досягнути на переговорах з врегулювання осетино-грузинського конфлікту. Грузинський парламент проводить економічну реформу у співпраці з МВФ і Світовим банком і робить ставку на відновлення Древнього шовкового шляху — Євразійського коридору, використовуючи географічне положення Грузії як мосту для транзиту товарів між Європою та Азією.

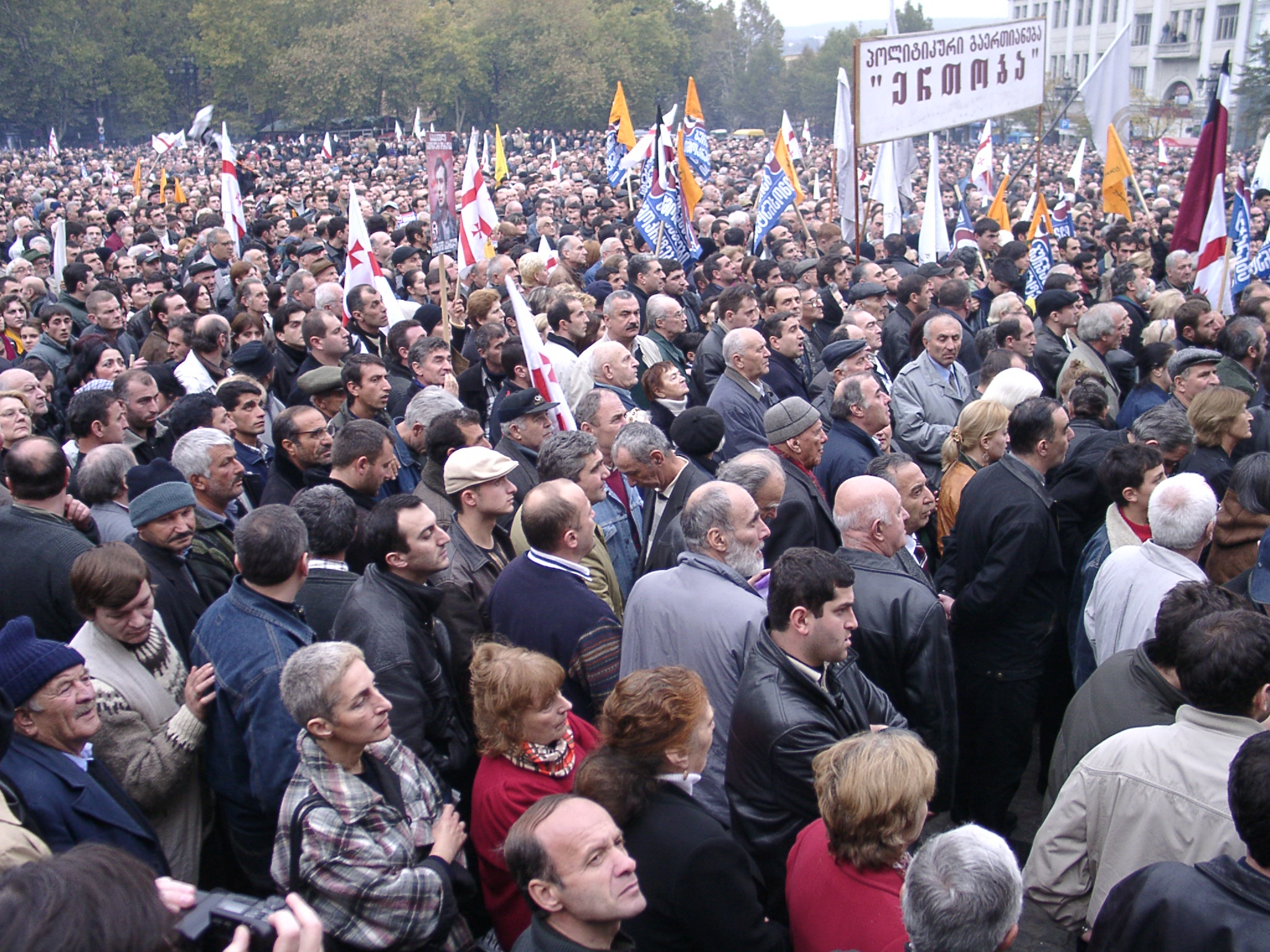
Революція троянд

З 25 січня 2004 року президентом Грузії стає Михайло Саакашвілі — голова партії «Єдиний Національний Рух», один з лідерів «революції троянд», яка призвела до падіння влади Шеварднадзе. Це найбільш молодий президент у Європі, який очолив країну у 36 років.
Наприкінці 2007 року ситуація в Грузії знову загострилася, на хвилі ряду внутрішніх конфліктів і, очевидно, зовнішніх впливів виникла опозиція, яка намагається перебрати владу і змінити курс країни на НАТО і ЄС. У цих умовах Михайло Саакашвілі на початку листопада 2007 р. оголосив надзвичайний стан у країні і вийшов з ініціативою дострокових президентських виборів 5 січня 2008 року.
2008 рік — російсько-грузинська війна.